# ریورتون (مینه‌سوتا)
ریورتون، مینه‌سوتا (به انگلیسی: Riverton, Minnesota) یک شهر در ایالات متحده آمریکا است که در شهرستان کرو وینگ، مینه‌سوتا واقع شده‌است.

## خصوصیات
ریورتون ۲٫۲۰ کیلومترمربع مساحت و ۱۱۷ نفر جمعیت دارد و ۳۷۵ متر بالاتر از سطح دریا واقع شده‌است.